# Tempio di Minerva Medica (Montefoscoli)
Il tempio di Minerva Medica è un edificio neoclassico situato nel paese di Montefoscoli, in provincia di Pisa.

## Storia e descrizione
Fu eretto tra il 1821 e il 1823 su progetto dell'architetto Ridolfo Castinelli e per volontà di Andrea Vaccà Berlinghieri, medico e luminare dell'Università di Pisa, con l'intenzione, dichiarata sull'epigrafe posta sul portale di ingresso principale, di dedicare un monumento al padre Francesco, chirurgo pisano, celebrandone la professione con una dedica alla dea della medicina Minerva.
Il tempio, la cui facciata è rivolta al settentrione, è collocato sulla sommità di un colle ed è circondato da un boschetto di lecci al quale  si accede da un ingresso monumentale segnato da due pilastri, in cotto rosso; un ampio viale risale fino alla costruzione sacra.
Il fronte, esemplato sul modello del Pantheon di Roma, presenta un portico ottastilo; le colonne sono in stile ionico, mentre l'architrave è sormontato da un frontone nel quale si apre un occhio; l'acroterio è formato da un viluppo di serpenti; i paramenti murari sono realizzati in laterizio rosso ad opus reticolatum.
Il tempio presenta tre ingressi, ha tre finestre e si sviluppa su tre livelli, secondo una ripetizione numerica e strutturale che si ritrova nella descrizione dei templi massonici contenuta nei catechismi della Libera muratoria del XVIII secolo e che discende dalla descrizione del Tempio di Salomone contenuta nella Bibbia.
A confermare questo legame è anche la presenza di una scala coclide al suo interno il firmamento, anch'esso presente in tutti i templi massonici, realizzato con stelle a sei punte, il sigillo di Salomone, ovvero stella di David; infine, proprio nel complesso salomonico a Gerusalemme sorgeva accanto al tempio il palazzo del re, così accanto al tempio di Minerva sorgeva un palazzo.
Dal colonnato si accede ad un vestibolo separato dalla sala del tempio da due colonne di stile corinzio; anche queste due colonne richiamano i due pilastri collocati all'ingresso del tempio salomonico, ma la grande sala a pianta semicircolare, coronata da una volta ipetra e, al culmine dell'emiciclo troviamo l'altare marmoreo.
I massoni, nel Settecento, usavano correntemente l'immagine di un tempio greco-romano per rappresentare il tempio del re Salomone, dal momento che di questo tempio non erano rimaste raffigurazioni, ma la struttura della sala non rispetta lo schema utilizzato anche da tutte le logge massoniche che hanno l'ingresso rivolto all'occidente e sono a pianta rettangolare; secondo le interpretazioni degli studiosi ci troviamo di fronte ad un tempio solare, il cui modello ispiratore può essere stato l'osservatorio di Greenwich dell'architetto proto-massone Christopher Wren. Peraltro, in origine, la scala coclide del tempio di Minerva permetteva di accedere ad una terrazza, posta sul colmo del tetto utilizzabile per le osservazioni astronomiche. Nel pavimento a mosaico di questa sala sono rappresentati sette tralci di acacia (pianta sacra per la massoneria) che culminano con sette corone di alloro, la pianta sacra ad dio Elios/Apollo, infine la sala è illuminata dal sole dall'alba al tramonto e, in alcuni giorni dell'anno il sole allo zenit è inquadrato nel semi-occhio della volta. Queste corone di alloro segnano le sette sedute di coloro che qui si riunivano e, ricordiamo che aprire i lavori di un Mitreo, un tempio del Sole, sei Patres e un Papa (Pater Patrum); come del resto, per aprire i lavori di una Loggia di perfezione occorrono sette Maestri; qui il Papa, o Venerabile Maestro, sedeva nell'arcosolio sorretto dalle due colonne, illuminato dalla luce della Luna o del Sole che penetra dal semi-occhio. La cella in alto vuole essere il Santo dei Santi del tempio del re Salomone e presenta un ideale accesso dall'arcosolio, attraverso un finto velario dipinto sulla parete.
Si è ipotizzato che l'edificio, per queste caratteristiche, sia stato un tempio massonico, ma più di recente si è fatta strada l'ipotesi che sia stato il centro convegni dei Sublimi Maestri Perfetti, il Direttorio Invisibile che controllava la Carboneria. Un fascio tipicamente carbonaro è dipinto all'interno di una delle salette laterali. Anche l'altare al centro, che si trasforma in camino oltreché alla suggestione dell'athanor, risponde alla raffigurazione del fornello nel quale il legno si trasforma in carbone di legna, rappresentato al centro del quadro di Vendita carbonaro. Ecco spiegato l'intreccio di simboli propri della Massoneria e della Carboneria. Peraltro, al tempo della costruzione di questo complesso Andrea Vaccà Berlinghieri veniva descritto nei rapporti degli informatori della polizia granducale come il capo della Massoneria e il capo della Carboneria in Toscana. Un monumento, sito a poca distanza dal tempio, ovvero all'imbocco che dalla via che collega Palaia con Montefoscoli conduce al bosco sacro, presente una simbologia di sapore assolutamente carbonaro: il suo impianto è triangolare, sorreggono il tetto tre pilastri che alludono a Fede, Speranza e Carità, il tetto a tre falde copre il corpo centrale costituito da un'edicola a sezione triangolare che presenta, su ognuna della tre facce, una nicchia, allusione alla Trinità (Padre, Figlio e Spirito Santo); il tetto è coronato dal Sacro Monte sul quale sono impiantate tre croci piccole e quella centrale grande di Gesù cosicché, da ogni lato si vedano le due croci dei ladroni che inquadrano quella del Cristo. Una sacra edicola sorgeva, come è logico in questo luogo già dal Seicento ma è probabile che edificio sia stato costruito in queste forme al tempo dell'edificazione del Tempo con la funzione di indicare a quanti provenivano dalla strada maestra il punto di inizio dell'itinerario per il tempio. Ricordiamo in proposito che la Carboneria usava un linguaggio strettamente legato al Cristianesimo e i suoi lavori si aprivano sempre nel  nome del Gran Maestro dell'Universo Gesù Cristo e del protettore della Carboneria San Teobaldo di Provins. Trovandoci nel complesso del Tempio di Minerva a Montefoscoli saremmo quindi in una officina nella quale si lavorava ad alto livello al progetto della creazione di un'Italia unita, libera dallo straniero, repubblicana e democratica, retta da un Direttorio di Saggi, e con un'economia comunista secondo la suggestioni contenute nel libro che racchiude il programma politico di Filippo Buonarroti, nel suo libro La congiura per l'Eguaglianza, detta di Babeuf pubblicato a  Bruxelles nel 1828: «Si strappino i confini delle proprietà, si riconducano tutti i beni in un unico patrimonio comune, e la patria - unica signora, madre dolcissima per tutti - somministri in misura eguale ai diletti e liberi suoi figli il vitto, l'educazione e il lavoro». 
"Riscoperto" nell'anno 2003 dal Gruppo Culturale "Ippolito Rosellini" che lo apre al pubblico in occasione di ogni luna piena, in collaborazione con la proprietà (famiglia Donalisio, discendenti dei Vaccà) e in collaborazione con l'associazione del Museo della Civiltà Contadina di Montefoscoli, il tempio è oggi anche un centro di intense attività culturali. Nel corso di questa visita che porta il pubblico a immergersi profondamente nella realtà latomistica e cospirativa della prima metà dell'Ottocento, si propone anche la visita della Casa - Museo Vaccà Berlinghieri, percorso attraverso le sale della fattoria che appartenne alla famiglia, ricche di documenti e di immagini.

## Altre immagini

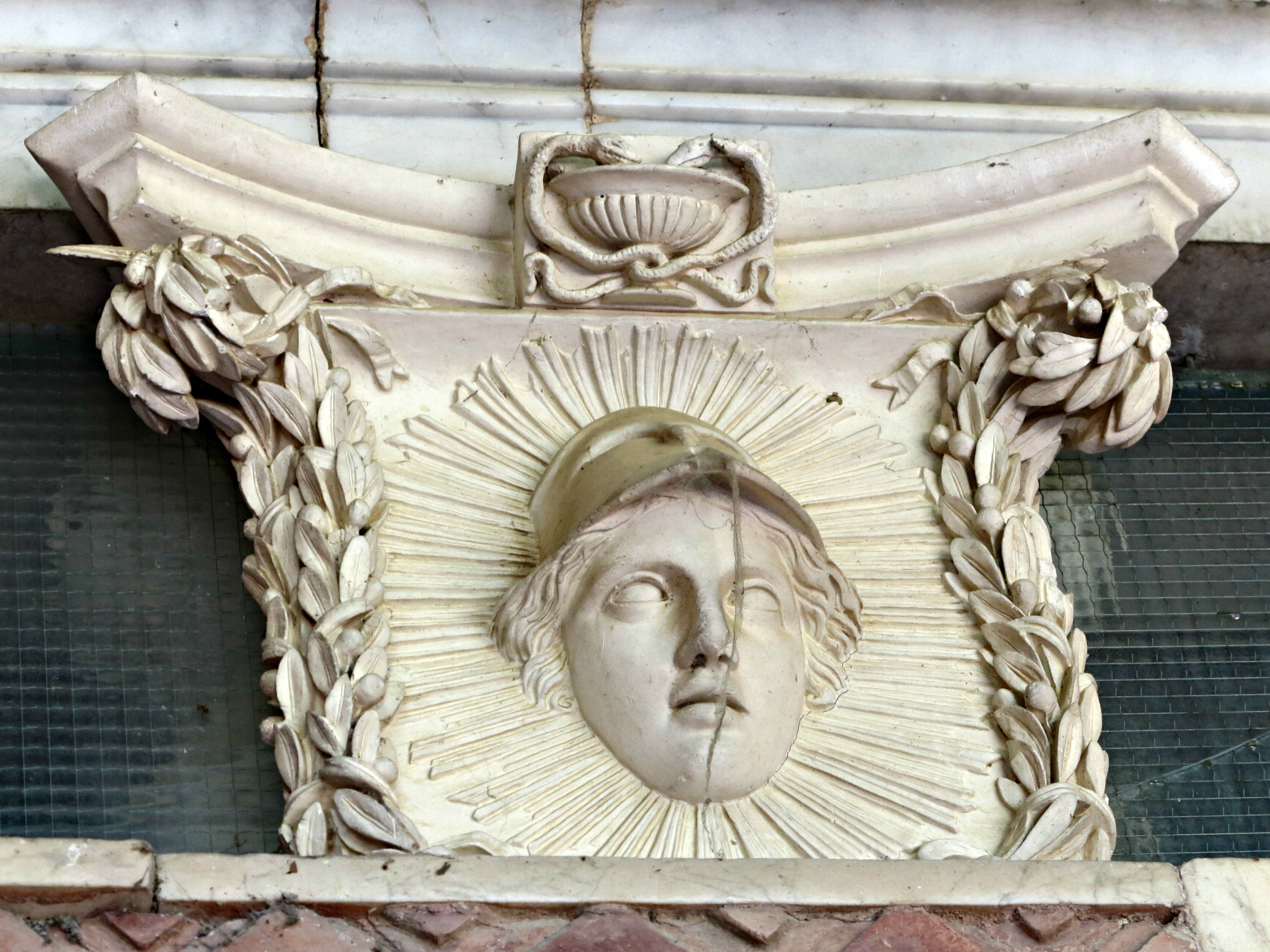
Minerva
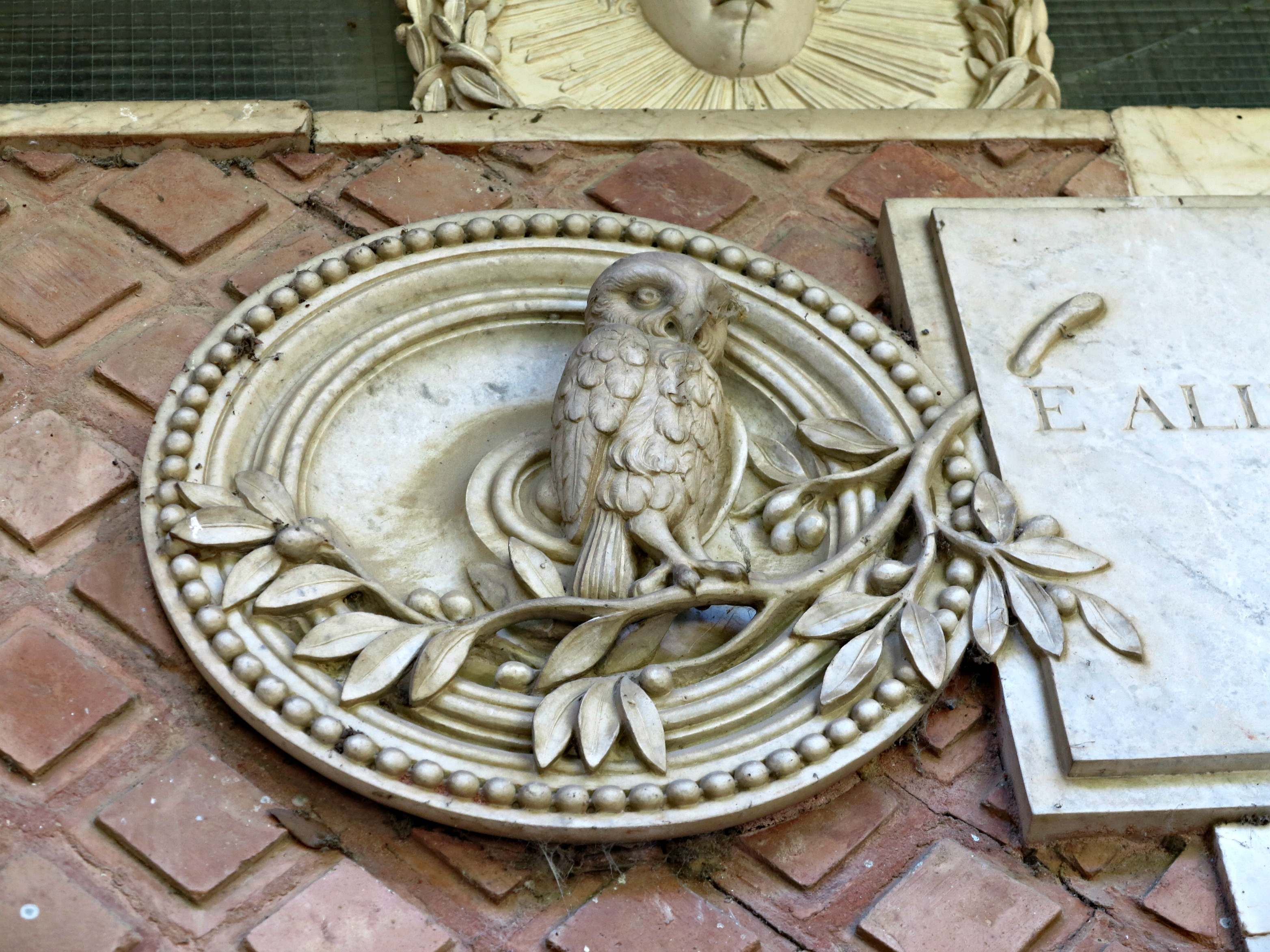
La civetta di Minerva e il ramoscello d'olivo, simboli sacri alla dea
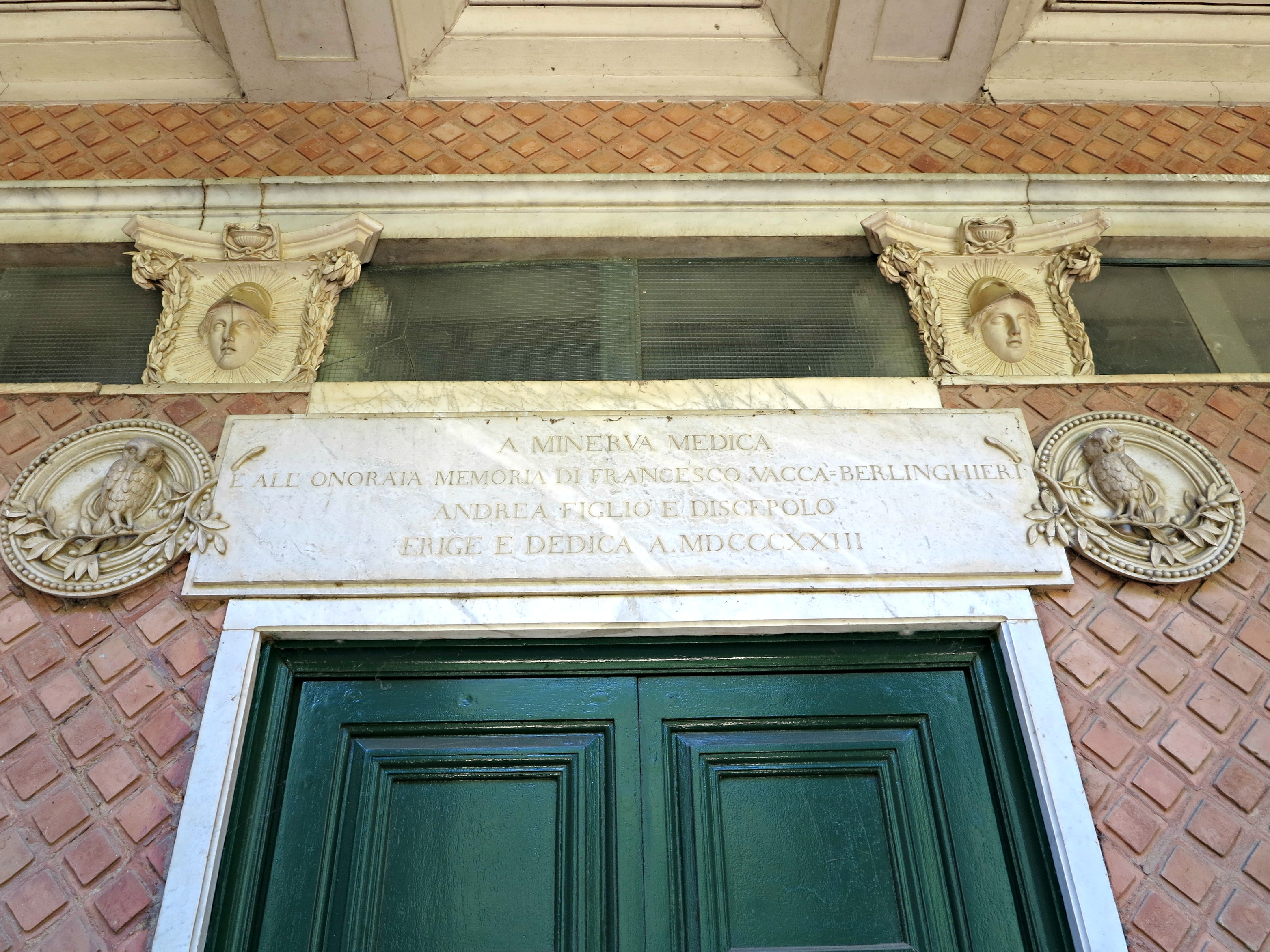
Epigrafe dedicatoria a Francesco Vaccà Berlinghieri
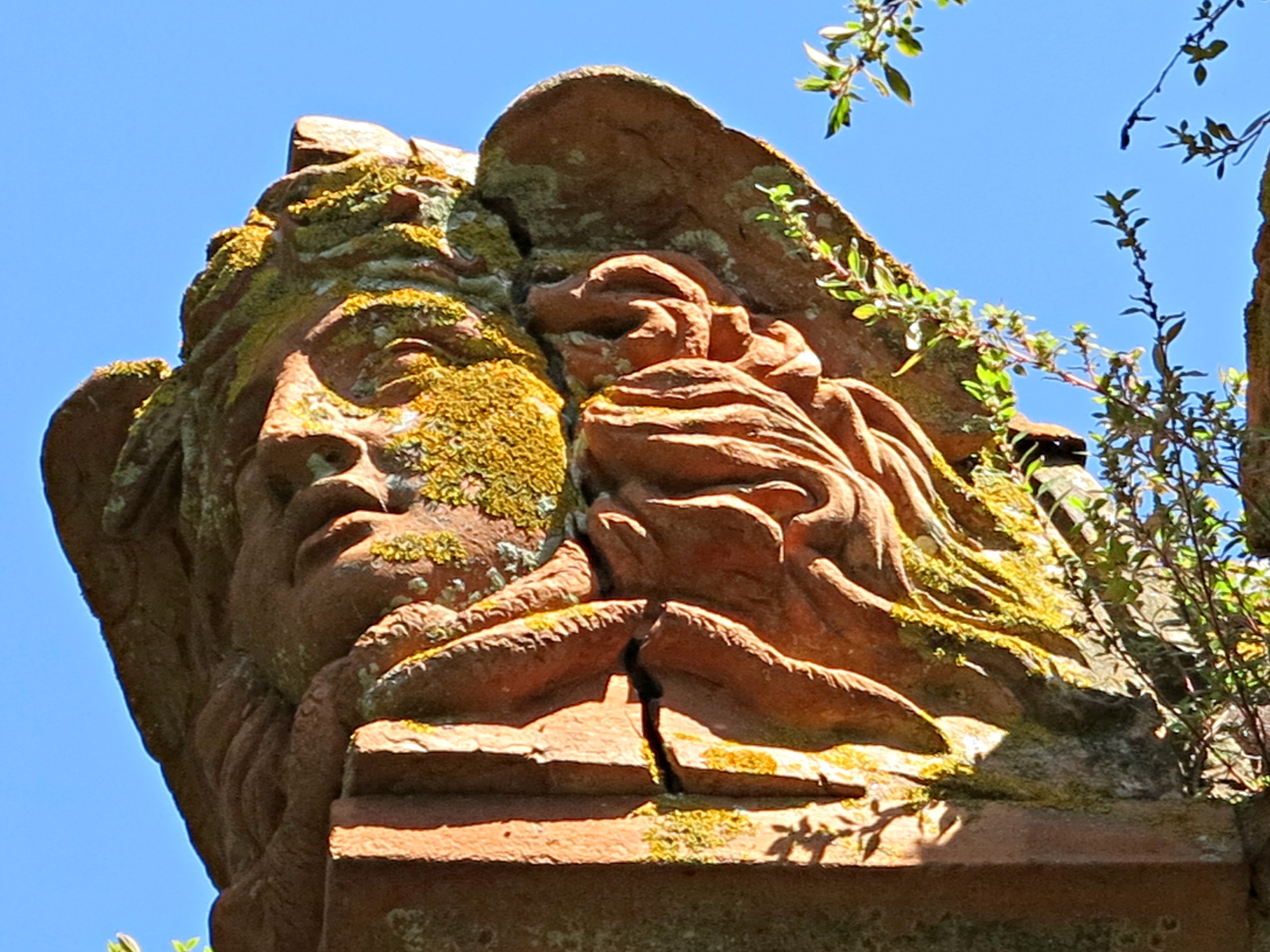
Mascherone
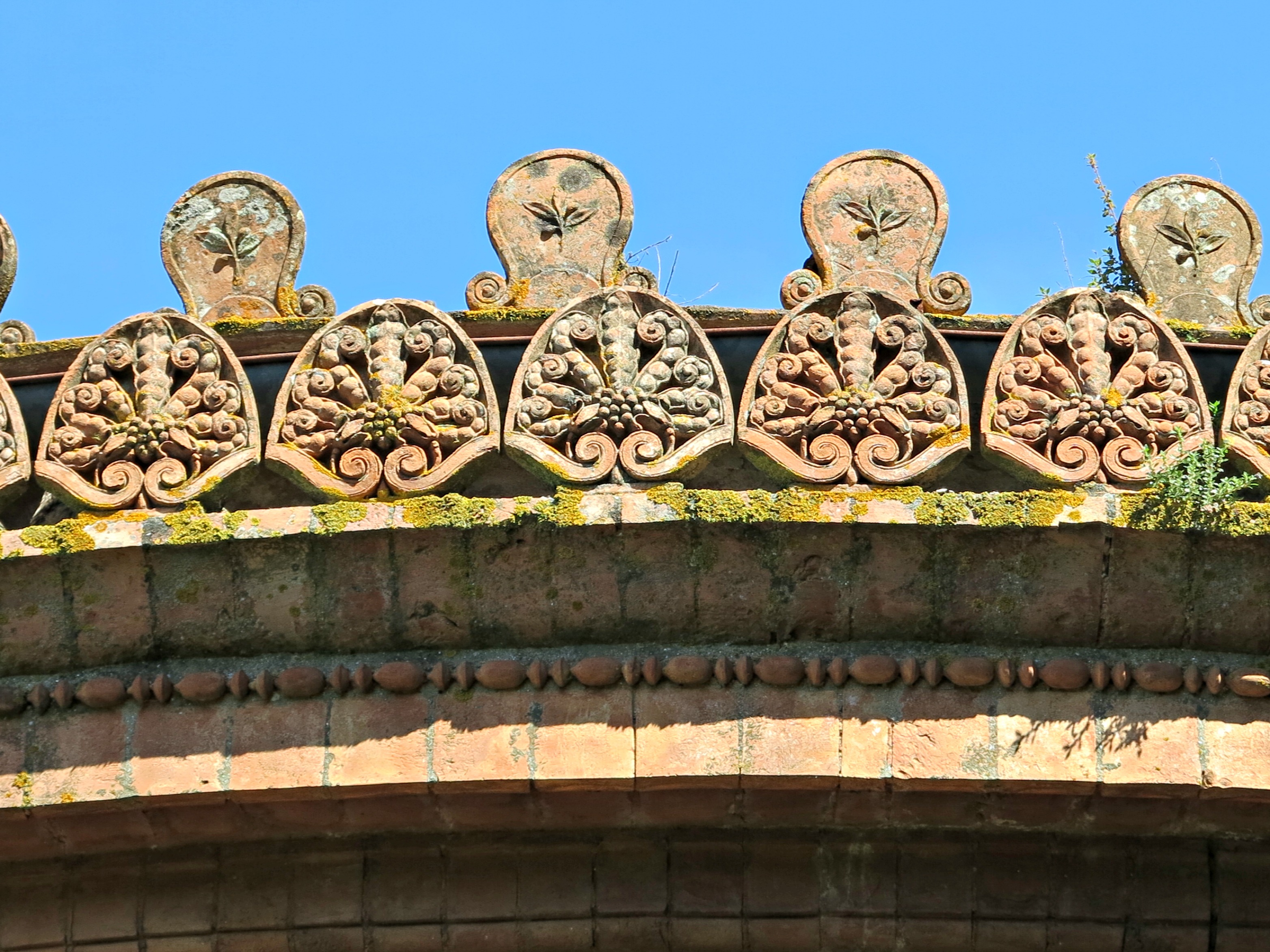
Cornicione